# Stéphanie Pelletier
Stéphanie Pelletier, née à Sept-îles en 1980, est une romancière et nouvelliste québécoise.

## Biographie
Après des études en interprétation à l'école de théâtre de Sainte-Hyacinthe, Stéphanie Pelletier étudie en littérature à l'Université du Québec à Montréal ainsi qu'à l'Université du Québec à Rimouski
Elle occupe ensuite le poste de directrice générale et artistique de l'Exil en plus d'être metteure en scène pour la troupe de théâtre Maskirit du Cégep de Rimouski ainsi que artiste de la création parlée,,.
Comme romancière, elle publie Dagaz (Leméac, 2014). Elle fait également paraître un recueil de nouvelles qui s'intitule Quand les guêpes se taisent (Leméac, 2012),,.
Récipiendaire du prix d'excellence de la SODEP (2013), elle reçoit le Prix littéraire du Gouverneur général (2013) ainsi que le Prix à la relève artistique du Bas-Saint-Laurent. Elle est lauréate du Prix Jovette-Bernier pour son recueil de contes et de récits Ce qui brûle bien, publié en 2023 chez Planète rebelle.

## Œuvres

### Nouvelles
- Quand les guêpes se taisent, Montréal, Leméac, 2012, 117 p. (ISBN 9782760933521)

### Roman
- Dagaz, Montréal, Leméac, 2014, 173 p. (ISBN 9782760933859)

### Contes et récits
- Ce qui brûle bien, Montréal, Planète rebelle, 2023, 88 p.  (ISBN 9782925142300)

## Prix et distinctions
- 2013 : Liste préliminaire, Prix des libraires du Québec, catégorie « Roman, nouvelles, récit », pour Quand les guêpes se taisent[8]
- 2013 : Lauréate, Prix d'excellence de la SODEP, pour la nouvelle « Please don't pass her »[1]
- 2013 : Lauréate, Prix littéraire du Gouverneur général (pour Quand les guêpes se taisent)[9],[10]
- 2014 : Lauréate, Prix à la relève artistique du Bas-Saint-Laurent[11]
- 2023 : Lauréate, Prix Jovette-Bernier, pour Ce qui brûle bien[7]